# Perceval

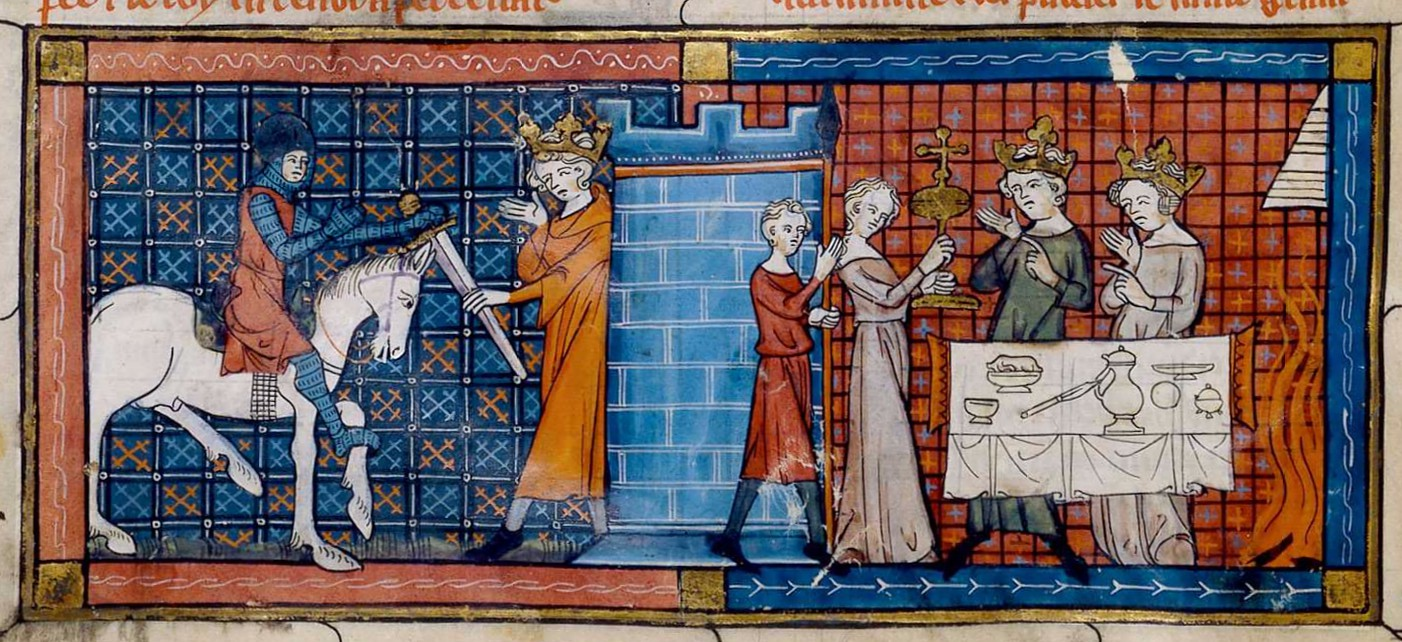
Minh họa một cảnh trong Perceval

Perceval (tiếng Wales: Peredur, tiếng Anh: Percival, tiếng Latin: Parsifal), biệt hiệu Perceval Bất Tử (tiếng Pháp: Perceval-le-Nice), là một hiệp sĩ trong truyền thuyết hội Bàn Tròn của Vua Arthur. Ông được biết đến là người anh hùng nguyên bản trong các câu chuyện về sứ mệnh chinh phục Chén Thánh, vị trí bị thay thế bởi Galahad trong các tác phẩm văn học Anh và Pháp sau này. 

## Trong truyền thuyết vua Arthur
Chrétien de Troyes viết câu chuyện đầu tiên về, Perceval, câu chuyện về Chén Thánh vào cuối thế kỉ 12. Parzival của Wolfram von Eschenbach, Le Morte d'Arthur của Thomas Malory, và câu chuyện Perceval đã thất lạc của Robert de Boron đều là những phiên bản nổi tiếng xoay quanh Perceval.

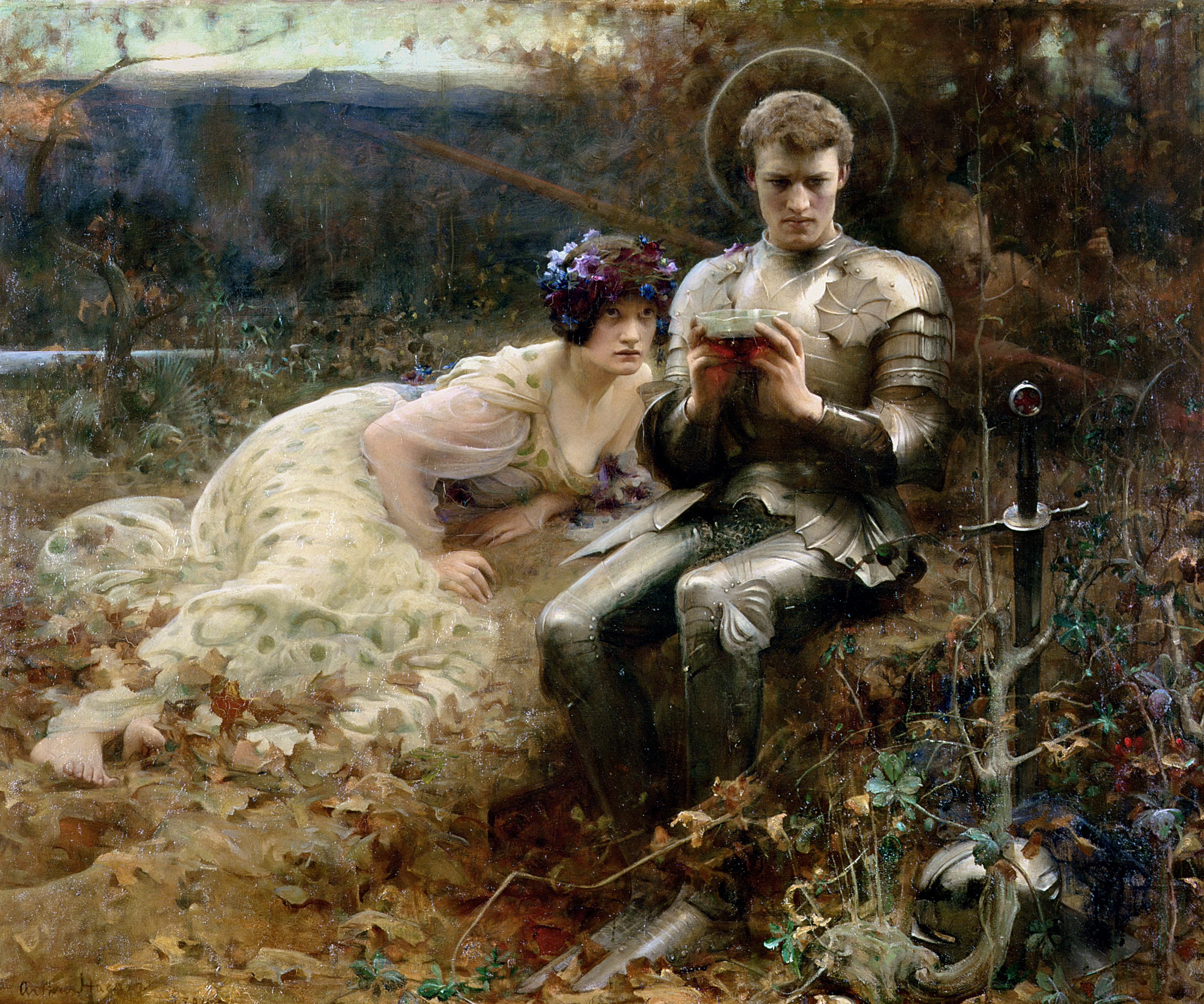
Minh họa bởi Arthur Hacker năm 1894, một cảnh trong Le Morte d'Arthur của Tho
mas Malory, khi Percival bị quyến rũ bởi một con quỷ đội lốt phụ nữ.

Có rất nhiều phiên bản khác nhau về xuất thân của Perceval. Trong phiên bản của Robert de Boron, Perceval được sinh ra trong một gia đình quý tộc, cha ông có thể là Alain le Gros, hoặc vua Pellinor xứ Listenois, hoặc một hiệp sĩ tiếng tăm khác. Mẹ của ông tuy không được nhắc tên nhưng đóng một vai trò nổi bật trong câu chuyện. Chị gái của ông có khi là người nắm giữ Chén Thánh, cũng có khi được đặt tên là Dindrane. Trong những câu chuyện mà Perceval là con trai của Pellinore, ông có các anh em là Aglovale,Lamorak, Dornar, và một người anh em cùng cha khác mẹ là Tor.
Sau khi cha qua đời, Perceval được mẹ đem vào rừng sâu và nuôi dạy cách biệt hoàn toàn với các tập quán và chuẩn mực của hiệp sĩ thời đó, để ngăn cản ông trở thành Hiệp sĩ như cha mình. Tuy nhiên, khi một nhóm hiệp sĩ đi ngang qua khu rừng, Perceval đã bị ấn tượng mạnh bởi hình ảnh hào hiệp của họ. Ấp ủ ước mơ trở thành một hiệp sĩ, cậu bé Perceval bỏ nhà ra đi, tìm đến với triều đình vua Arthur. Trong một số phiên bản, mẹ của ông đã ngất xỉu khi thấy con trai rời đi. Sau khi chứng tỏ bản thân với tư cách là một chiến binh, ông được phong tước Hiệp sĩ và được mời gia nhập hội Hiệp sĩ bàn tròn.

Trong những truyền thuyết ban đầu về Perceval, ông được cho là có mối liên hệ với Chén Thánh. Trong Perceval của Chrétien, sau khi gặp vị vua tật nguyền Fisher, ông đã tìm thấy Chén Thánh. Tuy nhiên, tưởng đó chỉ là một chiếc chén thông thường, ông đã bỏ lỡ cơ hội cầu nguyện với Chén Thánh chữa lành vết thương cho vị vua. Sau khi nhận ra sai lầm tai hại của mệnh, ông lập lời thề đi tìm lại Chén Thánh lần nữa để thực hiện điều ước. Câu chuyện của Chretien kết thúc đột ngột sau đó. Các tác giả khác viết tiếp câu chuyện theo nhiều hướng khác nhau. Trong văn học sau này, vai trò anh hùng thực hiện sứ mệnh Chén Thánh được chuyển giao cho Galahad, con trai của Lancelot. Mặc dù vậy, Percival vẫn là một nhân vật quan trọng và là một trong hai hiệp sĩ (cùng với Bors) đồng hành cùng Galahad đến lâu đài thánh và cùng ông hoàn thành sứ mệnh Chén Thánh.

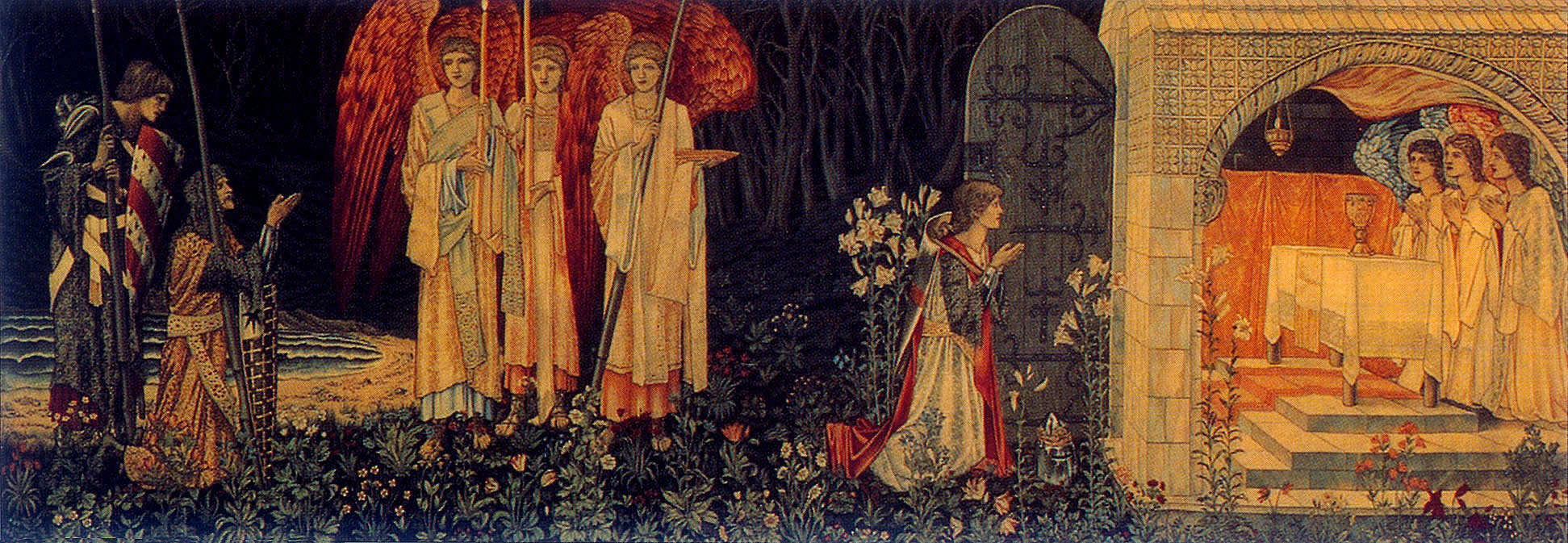
Galahad, Bors, và Percival giành được Chén Thánh, tranh thêu của Edward Burne-Jones.

Trong các phiên bản ban đầu, người yêu của Perceval là Blanchefleur và ông trở thành vua của Carbonek sau khi chữa lành cho vua Fisher, nhưng trong các phiên bản sau này, ông độc thân cho đến lúc qua đời sau khi giành được Chén Thánh. Trong phiên bản của Wolfram, con trai của Perceval là Hiệp sĩ Thiên nga Lohengrin.

## Chú thích

Phù hiệu của Perceval.